# João Doria
João Agripino da Costa Doria Junior (San Paolo, 16 dicembre 1957) è un politico, giornalista, imprenditore e conduttore televisivo brasiliano, governatore dello stato di San Paolo dal 1º gennaio 2019 al 1º aprile 2022 e sindaco della sua città dal 2017 al 2018.

## Biografia

### Infanzia
Doria nasce a San Paolo il 16 dicembre 1957 da padre pubblicitario e madre imprenditrice. È discendente da parte di padre della famiglia genovese dei Doria, oltreché pronipote del giurista Ruy Barbosa. Dopo il colpo di Stato avvenuto in Brasile nel 1964, suo padre fu estromesso dal Congresso brasiliano per aver dato appoggio all'allora presidente João Goulart. Dovette dunque rifugiarsi insieme a tutta la famiglia presso l'ambasciata dell'allora Cecoslovacchia, per poi trasferirsi a Parigi. Sebbene lo stesso Doria, suo fratello e sua madre siano tornati in Brasile due anni dopo, suo padre dovette rimanere in esilio per i successivi dieci anni. Al ritorno in Brasile, la madre fondò una fabbrica di pannolini nel quartiere di Pinheiros a San Paolo. Nel 1974, il padre di Doria tornò in Brasile come direttore commerciale di una società di esportazione di vino argentino. Due mesi dopo il ritorno del padre, la madre, Maria Sylvia, morì di polmonite.
All'età di 18 anni iniziò a lavorare per il network televisivo Rede Tupi, durante il quale studiava anche comunicazione sociale alla Fundação Armando Alvares Penteado.

### Carriera imprenditoriale e politica
Nel 1992 ha fondato il Grupo Doria, un gruppo di sei società. In seguito creerà il gruppo imprenditoriale Lide nel 2003, che riunisce uomini d'affari e politici di tutto il Brasile. Nel 2017 l'azienda contava 1.700 membri, che rappresentavano il 54% del prodotto interno lordo dello stato.
Dal 2010 al 2011 conduce la versione brasiliana del noto reality show The Apprentice.
Nel 2016 viene eletto sindaco di San Paolo entrando in carica il 1º gennaio 2017. Si dimetterà in seguito il 6 aprile 2018 per candidarsi alla carica di governatore dello stato di San Paolo, dove anche qui verrà eletto. Si insediò ufficialmente il 1º gennaio 2019.

## Posizioni politiche
Doria si è dichiarato contrario all'aborto (tranne nei casi di stupro) e alla legalizzazione della marijuana.